# 생물다양성 실행 계획
생물다양성 실행 계획(Biodiversity action plan, 생물다양성 액션 플랜, BAP)은 멸종 위기에 처한 종과 서식지를 다루는 국제적으로 인정받는 프로그램으로, 생물학적 시스템을 보호하고 복원하기 위해 고안되었다. 이러한 계획의 원동력은 1992년 생물 다양성 협약에서 비롯되었다. 2009년 현재 191개국이 CBD를 비준했지만 이들 중 일부만이 실질적인 BAP 문서를 개발했다.
BAP의 주요 요소에는 일반적으로 다음이 포함된다.
1. 선택된 종 또는 서식지에 대한 생물학적 정보 목록 준비
2. 특정 생태계 내 종의 보존 상태를 평가
3. 보존 및 복원을 위한 목표 설정
4. BAP 이행을 위한 예산, 일정 및 기관 파트너십 구축

## 같이 보기
- 홀로세 멸종
- IUCN 적색 목록